# Across the Dark
Across the Dark – czwarty album studyjny fińskiej grupy muzycznej Insomnium.

## Lista utworów
1. "Equivalence" – 3:18
2. "Down with the Sun" – 4:22
3. "Where the Last Wave Broke" – 5:03
4. "The Harrowing Years" – 6:39
5. "Against the Stream" – 6:11
6. "The Lay of Autumn" – 9:08
7. "Into the Woods" – 5:08
8. "Weighted Down with Sorrow" – 5:51

## Twórcy
- Niilo Sevänen – śpiew, gitara basowa
- Ville Friman – gitara
- Ville Vänni – gitara
- Markus Hirvonen – perkusja
- Jules Näveri – śpiew
- Aleksi Munter – keyboard